# Minnen, drömmar och lite till
Minnen, drömmar och lite till är ett svenskspråkigt musikalbum släppt den 25 november 2002 med Arne Weise, som är mest känd som journalist och programledare i TV och radio. 

## Låtlista
Text och musik: Arne Weise.
1. Statzione Ostia Lido
2. Nattportieren
3. Starkast
4. Bekännelse
5. Du
6. Barndomens utskärgård
7. Moln som flarn och flagor
8. Ej ens den starkaste stjärna
9. Nu vänder året
10. Natt i Milano
11. Fransk gemenskap
12. Början
13. Sommarens sista mås